# Ilduara Mendes
Ilduara Mendes (? – 1058) foi condessa de Portucale, filha de Mendo II Gonçalves e de Tutadona Moniz. Tinha vários irmãos, incluindo a rainha Elvira Mendes, a esposa do rei Afonso V de Leão. Governou o condado conjuntamente com o seu esposo, Nuno Alvites, filho de Alvito Nunes e de Gontina. Seu filho, Mendo Nunes, era menor de idade em 1028 quando o seu pai morreu, e governou o condado sob a tutela de sua mãe Ilduara.